# Coelogyne kaliana
Coelogyne kaliana é uma espécie de orquídea epífita, família Orchidaceae, originária da Península da Malásia.